# Rilhac-Xaintrie
Rilhac-Xaintrie is een gemeente in het Franse departement Corrèze (regio Nouvelle-Aquitaine) en telt 317 inwoners (2005). De plaats maakt deel uit van het arrondissement Tulle.

## Geografie
De oppervlakte van Rilhac-Xaintrie bedraagt 25,5 km², de bevolkingsdichtheid is 12,4 inwoners per km².
De onderstaande kaart toont de ligging van Rilhac-Xaintrie met de belangrijkste infrastructuur en aangrenzende gemeenten.

## Demografie
Onderstaande figuur toont het verloop van het inwonertal (bron: INSEE-tellingen).